# Miejska Biblioteka Publiczna im. Zdzisława Arentowicza we Włocławku
Miejska Biblioteka Publiczna im. Zdzisława Arentowicza we Włocławku – samorządowa instytucja kultury, składająca się z biblioteki głównej oraz 9 filii, w tym jednej dziecięcej, dysponująca na koniec 2024 r. ogółem 305500 materiałami bibliotecznymi, głównie książek oraz ponad 4300 audiobooków, dvd i cd oraz prenumerat blisko 40 tytułów czasopism.

## Historia
Początki włocławskiego publicznego bibliotekarstwa sięgają XIX wieku i wiążą się z istniejącymi wówczas bibliotekami wyznaniowymi chrześcijańskimi i żydowskimi. W 1906 r. z inicjatywy włocławskich elit, dla potrzeb naukowo–kulturalnych, powstało Towarzystwo Biblioteka i Czytelnia im. Adama Mickiewicza we Włocławku. W grudniu 1930 r., z inicjatywy włocławskiego magistratu, powstała Miejska Biblioteka Publiczna i Czytelnia w nowo wybudowanym gmachu Muzeum Ziemi Kujawskiej przy ul. Słowackiego.
Wkrótce po wyzwoleniu Włocławka z okupacji niemieckiej, 15 kwietnia 1945 r. została otwarta jedna z pierwszych w regionie Miejska Biblioteka Publiczna we Włocławku, zlokalizowana przy ul. Kościuszki 12. Biblioteka prowadziła wypożyczalnię i czytelnię dla dorosłych oraz oddział dla dzieci. Jej pierwszym kierownikiem była Irena Chądzyńska. Od 1957 r. funkcję tę przejęła Maria Branicka, późniejszy wieloletni dyrektor (do 1993 r.). Na skutek przeciążenia stropów w budynku biblioteki przy ulicy Kościuszki, placówka w roku 1972 przeniosła się do nowo wybudowanego gmachu przy ul. Warszawskiej 11/13. Oficjalne otwarcie odbyło się 15 lipca 1972 r.
31 lipca 1975 r., w związku z nowym podziałem administracyjnym kraju, powołano do życia Wojewódzką Bibliotekę Publiczną we Włocławku, która swą działalność rozpoczęła 2 listopada tego roku. Po uzyskaniu statusu biblioteki wojewódzkiej, powiększył się jej zakres zadań oraz teren działania, który objął całe województwo włocławskie. W 1992 r. we Włocławku działało 18 bibliotek: Wojewódzka Biblioteka Publiczna, 16 filii (wśród nich trzy dla dzieci) oraz Filia Książki Mówionej. Dzięki prowadzonej przez WBP działalności kulturalno-oświatowej (wystawy książek, spotkania autorskie, prelekcje, turnieje językowe, lekcje biblioteczne), następował duży wzrost czytelnictwa.
24 marca 1994 r. w gmachu WBP otwarto dwie nowe czytelnie – Regionalno-Bibliograficzną i Prasy. W Czytelni Prasy odbywały się cykliczne spotkania z twórcami regionu i promocje ich książek. Biblioteka stała się ważnym ośrodkiem życia kulturalnego. W 1994 roku WBP zakupiła program SOWA i tym samym rozpoczęła komputeryzację zbiorów bibliotecznych. Na przestrzeni lat, proces komputeryzacji w bibliotece ulegał modyfikacji. Od 2018 r. włocławscy bibliotekarze pracują w programie SOWA SQL PREMIUM. W czerwcu 1997 r. WBP zapoczątkowała działalność wydawniczą.
W styczniu 1999 r., w wyniku kolejnych zmian administracyjnych kraju, teren województwa włocławskiego został włączony do nowo utworzonego województwa kujawsko-pomorskiego. Pieczę nad włocławską książnicą, pod nazwą Biblioteka Publiczna we Włocławku, przejął samorząd miasta Włocławek. W 2005 roku Biblioteka Publiczna obchodziła jubileusz 60-lecia swojej działalności. Decyzją Rady Miasta (Uchwała nr 45/XXXII/2005 z dnia 21.03.2005) placówka powróciła do starej nazwy – Miejska Biblioteka Publiczna i przyjęła na swojego patrona Zdzisława Arentowicza,  W latach: 2005-2006 Miejska Biblioteka Publiczna im. Z. Arentowicza realizowała kilka projektów w porozumieniu z Ministerstwem Kultury i Dziedzictwa Narodowego. Dotyczyły one informatyzacji sieci bibliotek oraz poprawy jakości i dostępności usług bibliotecznych. Od 2008 r. biblioteka realizuje projekt Instytutu Książki pn. Dyskusyjny Klub Książki. W maju 2009 roku MBP była gospodarzem wojewódzkich obchodów Dnia Bibliotekarza i Bibliotek.
Od 2014 r., dzięki funduszom z budżetu Urzędu Miasta Włocławek, rozpoczęły się remonty kilku filii Miejskiej Biblioteki Publicznej im. Z. Arentowicza. Na przestrzeni lat: 2014-2018 wyremontowano i wyposażono w nowe regały oraz w nowoczesne meble i sprzęty pięć filii (w tym jedną z Włocławskiego Budżetu Obywatelskiego). Od 2018 roku MBP bierze także udział w ogólnopolskiej kampanii społecznej „Mała książka – wielki człowiek” realizowanej przez Instytut Książki w ramach Narodowego Programu Rozwoju Czytelnictwa.
W maju 2019 r., w ramach projektu „Kultura w zasięgu 2.0”, została otwarta Pracownia Digitalizacji. W 2020 r. Miejska Biblioteka Publiczna im. Zdzisława Arentowicza we Włocławku obchodziła jubileusz 75-lecia powstania i 130. rocznicę urodzin patrona. W tym samym roku rozpoczęła się modernizacja i przebudowa budynku biblioteki przy ulicy Warszawskiej 11/13. W związku z tym, placówka przeniosła się do siedziby tymczasowej przy Placu Staszica 1. 
15 lipca 2022 r. nastąpiło uroczyste otwarcie zmodernizowanego budynku przy ul. Warszawskiej 11/13. Niestereotypowe wnętrza w nowej rzeczywistości zaaranżowano w niebanalnym stylu i świeżej jakości dla wszystkich, którzy swój wolny czas mają ochotę spędzać w doborowym towarzystwie książek i subtelnym klimacie kultury. Obecnie w budynku mieści się dwukondygnacyjna wypożyczalnia książek dla dorosłych z podziałem na część beletrystyczną oraz popularno-naukową, czytelnia z księgozbiorem regionalnym i dostępem do licznych tytułów prasowych oraz przestronna sala kameralna ze sceną muzyczną. Fani multimediów niewątpliwie odnajdą swoje miejsce w Mediatece, gdzie mogą korzystać z bieżni VR, konsoli PlayStation 5, stanowisk odsłuchowych oraz bogatego zbioru audiobooków, filmów i płyt CD. Gratkę dla najmłodszych czytelników stanowi Strefa Dziecka, w której poza książkami, dzieci odkryją wiele form aktywności m.in.: magiczny dywan, roboty interaktywne, klocki Lego, ścianę do malowania kredą, huśtawkę i wiele innych. Całe spektrum innowacyjnego wyposażenia biblioteki dopełniają magazyny, zaopatrzone w kompaktowe regały przesuwne, mogące pomieścić aż 3000 mb książek i prasy. Elewacja budynku przy ulicy Warszawskiej zyskała nowe barwy: szarą, czerwoną, zieloną i żółtą, dzięki czemu spójnie współgra z kolorystyką wnętrza Biblioteki oraz harmonizuje z otaczającymi budynkami, subtelnie się wyróżniając.
22 maja 2023 r. w MBP odbyły się Miejskie Obchody XX. rocznicy śmierci Marii Danilewicz Zielińskiej, Honorowej Obywatelki Włocławka, bibliotekarki, pisarki i krytyka literackiego, połączone z promocją, wydanej przez MBP książki jej poświęconej. Publikacja pt. „Moje serce wyrywa się na Wisłę… Maria Danilewicz Zielińska we wspomnieniach i listach” ukazała się dzięki dofinansowaniu Gminy Miasto Włocławek.

## Struktura organizacyjna
Miejska Biblioteka Publiczna im. Zdzisława Arentowicza we Włocławku obecnie składa się z biblioteki głównej oraz 9 filii w różnych dzielnicach miasta pod dziesięcioma adresami, w tym jednej dziecięcej:
- Biblioteka główna – z dwupoziomową Wypożyczalnią, Czytelnią, Strefą Dziecka i Mediateką – Warszawska 11/13,
- Filia nr 1, ul Grodzka 2f,
- Filia nr 2, ul. Dziewińska 17,
- Filia nr 3, ul. Toruńska 87,
- Filia nr 6, ul. Żytnia 66/68,
- Filia nr 8, ul. Olszowa 9,
- Filia nr 9, ul. Sielska 6,
- Filia nr 10, ul. Kościelna 2,
- Filia nr 11, ul. Łęgska 28,
- Filia Dziecięca, ul. Kapitulna 22 a.

Przy bibliotece od 2021 r. działa biblioteczny zespół muzyczny THE BIBLIOKERS złożony z pracowników biblioteki i lokalnych muzyków.

## Nagrody i odznaczenia
2003 -  Medal Bibliotheca Magna Perennisque przyznawany przez Zarząd Główny Stowarzyszenia Bibliotekarzy Polskich. 
2005 -  Nagroda Główną Prezydenta Włocławka w dziedzinie Kulturyj.
2021 - drugie miejsce w międzynarodowym konkursie „NPSIG Music Contest 2021” zorganizowanym przez Międzynarodową Federację Stowarzyszeń i Instytucji Bibliotekarskich IFLA. Nagrodzono utwór „Ciąg do książek”.
2022 - Medal Marszałka Województwa Kujawsko-Pomorskiego "Unitas Durat Palatinatus Cuiaviano-Pomeraniensis" w uznaniu zasług na rzecz  Województwa Kujawsko-Pomorskiego i jego mieszkańców.
2022 - Medal Prezydenta Miasta Włocławek.
2023 - Laur Prezydenta dla zespołu THE BIBLIOKERS za popularyzowanie czytelnictwa i biblioteki śpiewem.
2025 - Grand Prix w konkursie „Kryształy PR” w kategorii „Najlepsza promocja/event instytucji kultury” za niekonwencjonalne propagowanie czytelnictwa poprzez biblioteczny zespół muzyczny The Bibliokers oraz wirtualnego awatara patrona Zdzisława Arentowicza.